# コロラド川 (テキサス州)
コロラド川（コロラドがわ、英語、Colorado River）は、アメリカ合衆国南部テキサス州を流れる河川である。

## 地理

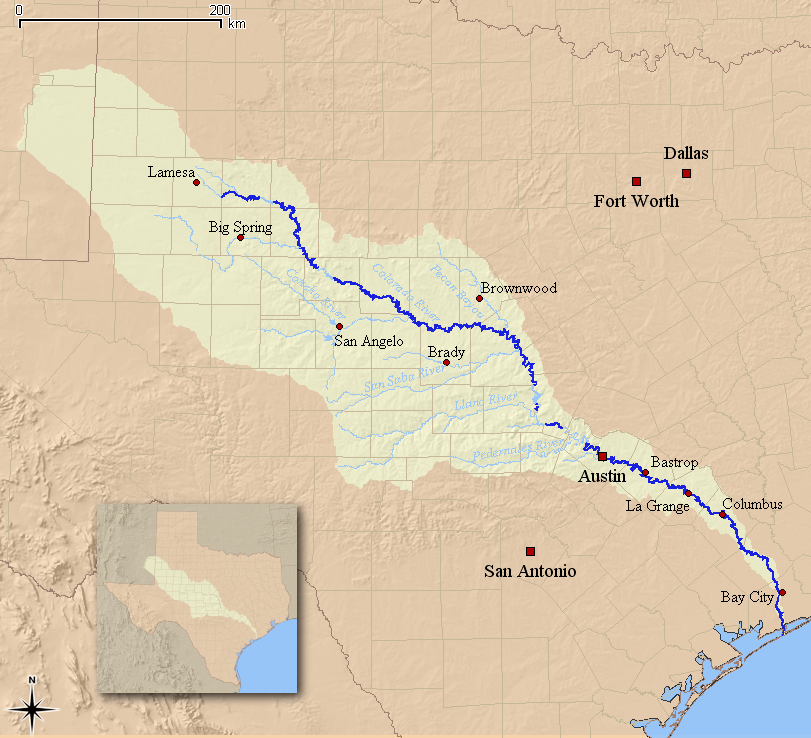
コロラド川流域

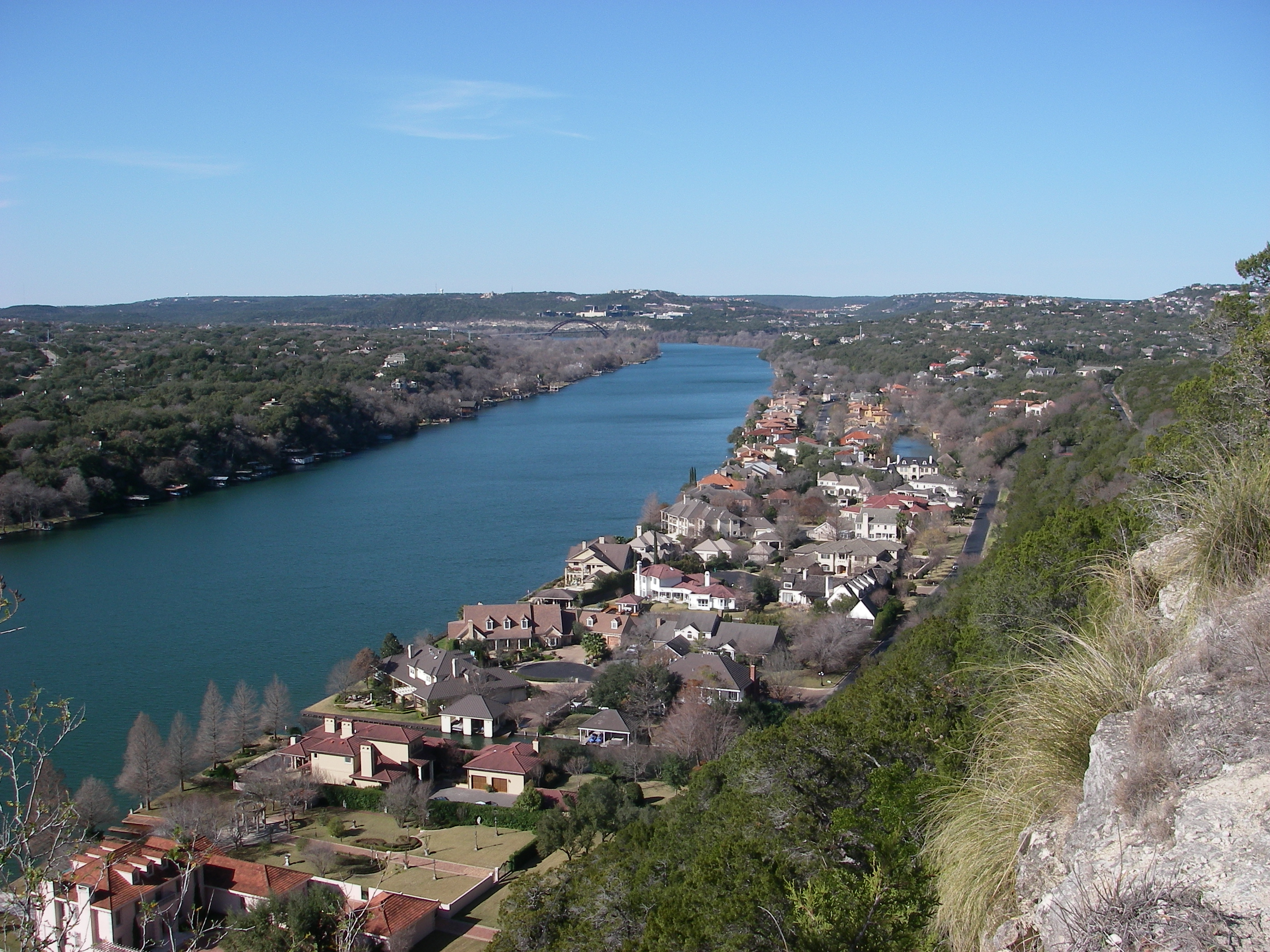
ボンネル山から見たコロラド川。

長さ1387kmでアメリカ合衆国では18番目に長く、水源および河口が共にテキサス州内にある川では最長である。集水域および通常は干上がっている支流のいくつかはニューメキシコ州内にも存在する。ドーソン郡からおおむね南東に流れ、マーブルフォールズ、オースティン、バストロップ、スミスビル、ラ・グレンジ、コロンバス、ウォートン、ベイシティを通過してメキシコ湾のマタゴルダ湾へ注ぐ。
コロラド川はラボックの南、リャノ・エスタカードのラメサ付近から流れ出す。おおむね南東に流れてリャノ・エスタカードを出るとテキサス・ヒル・カントリーを通過。J・B・トーマス湖、E・V・スペンス湖、O・H・アイビー湖といった貯水池がある。さらにオースティンまでの間にもブキャナン湖、インクス湖、リンドン・B・ジョンソン湖、トゥラビス湖といった貯水池を通過する。リンドン・B・ジョンソン湖ではキングスランド付近でリャノ川が、トゥラビス湖ではブライヤークリフ付近でペダーナリス川が合流する。オースティン通過後も川は南東に流れ、マタゴルダ付近でマタゴルダ湾へ注ぐ。
支流は主なものはコンチョ川、ピカーン・バイユー、リャノ川、サンサバ川、ペダーナリス川。

## 歴史
コロラド川はスペインの探検家にはしばしばより北にあるブラゾス川と混同されていた。この2つの川を発見したヨーロッパ人は現在のコロラド川をブラゾス・デ・ディオス、ブラゾス川をコロラドと呼んでおり、後に両者の名前は入れ換えられた。コロラド川上流部は18世紀はじめから19世紀終わりまでコマンチェが支配していた。